# Pedra Redonda (Monte Verde)

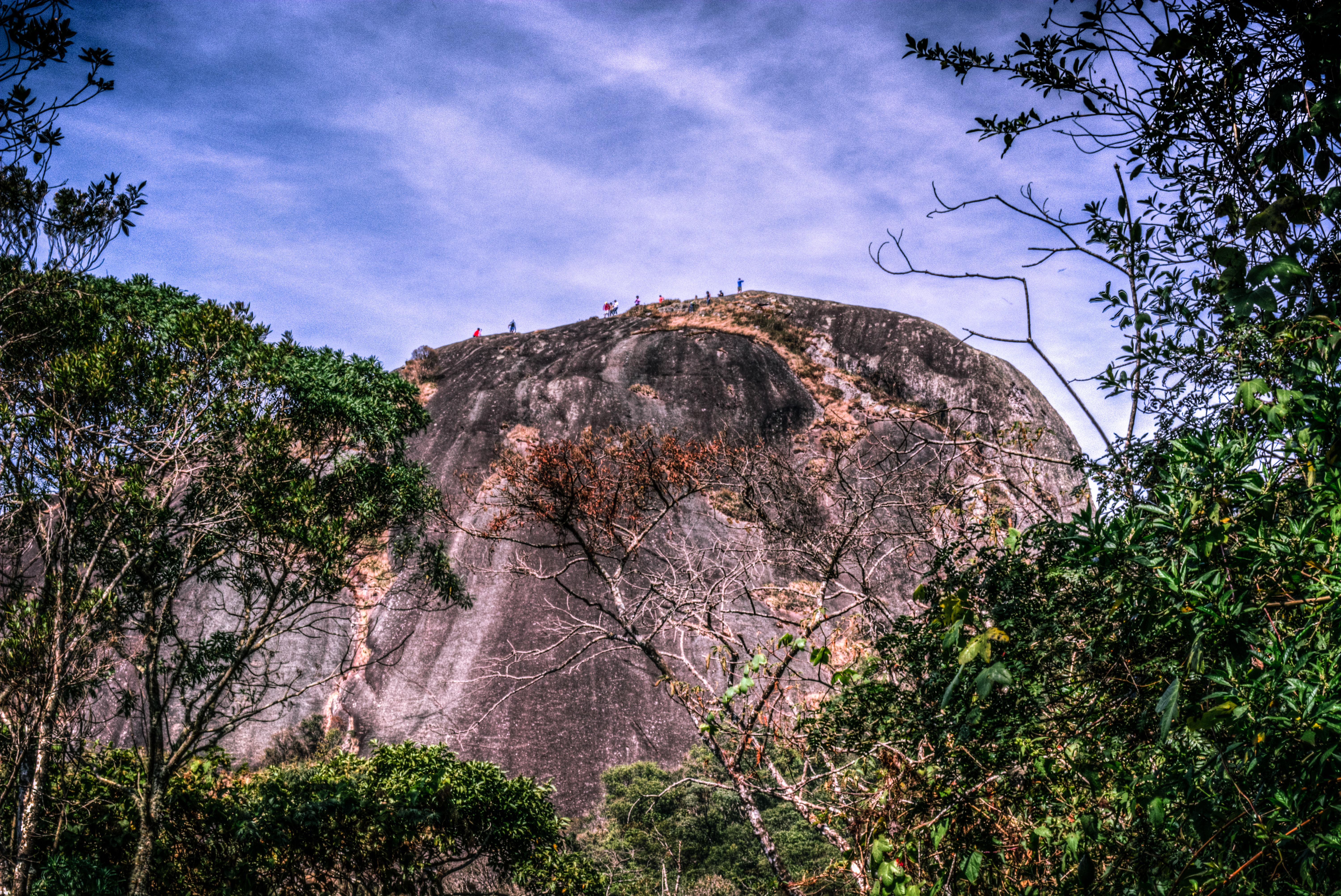
A Pedra Redonda

Pedra Redonda é um dos picos de Monte Verde, distrito do município de Camanducaia, na Serra da Mantiqueira, em Minas Gerais. Possui altitude de 1.950m.
É uma atração de ecoturismo. Possui uma trilha de 926 metros de extensão, que possui um mirante para fotografias e apreciação da vista. É considerada uma trilha de grau moderado, com escadas e corrimão, e é bem sinalizada.
Fica localizado em um parque, e o ingresso pago deve ser agendado com antecedência.
A distância do centro da cidade até o início da trilha é de 3,7km. Portanto, pode ser acessada a pé, de bicicleta, de jipe ou carro. No entanto, é preciso conferir as orientações locais para o momento da visita, pois podem haver restrições. Por exemplo, durante a pandemia de COVID-19 no Brasil o acesso à trilha foi proibido, mas em junho de 2020 já estava reaberto, com restrições, limitando tempo e número de participantes em cada visita.